# زیرپایی

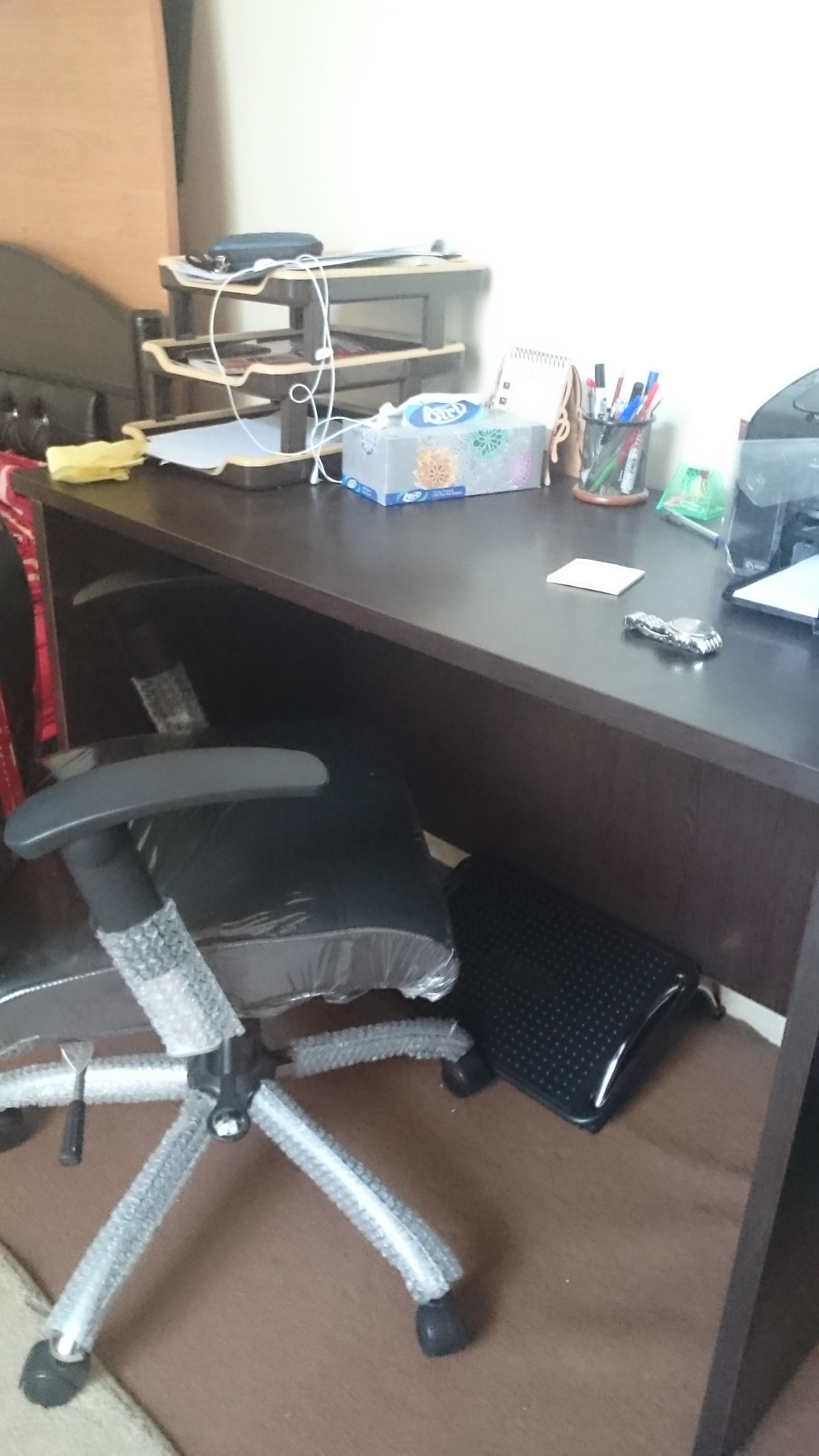
زیرپایی

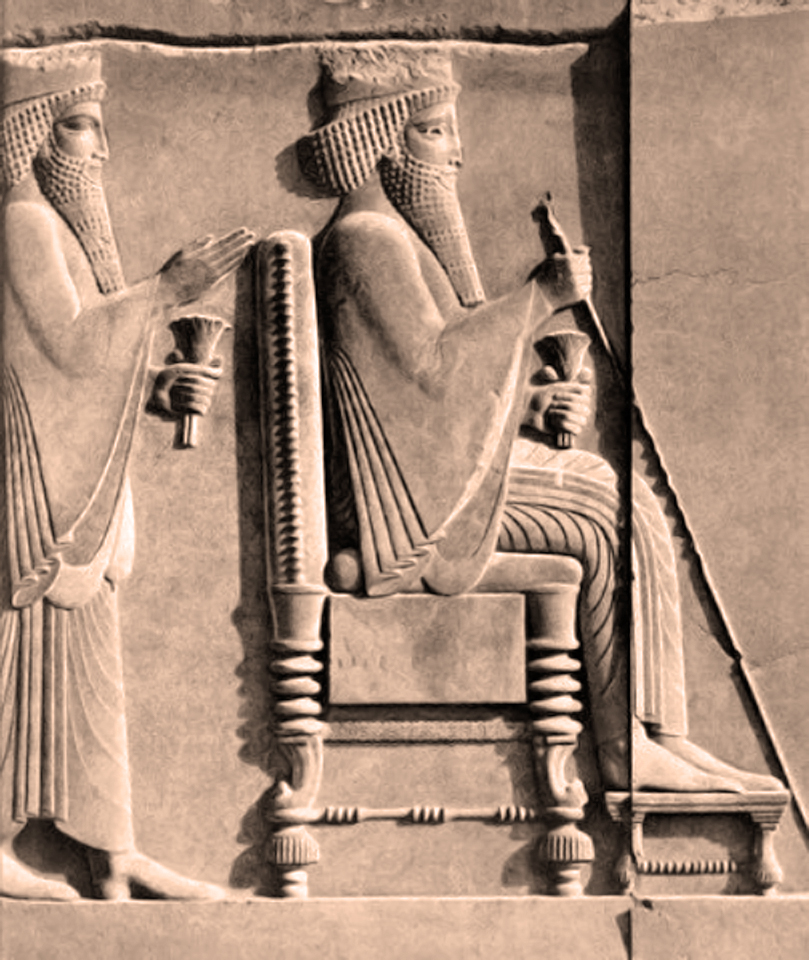
داریوش بزرگ در نگارهٔ بارعام تخت جمشید

زیرپایی ابزاری است که با جای گرفتن در زیر پای کسی که پشت میز یا رایانه می‌نشیند کمک به درست نشستن برای گردش روان خون در رگ‌ها و جلوگیری از روی دادن دردها و مشکلات ماهیچه‌ای می‌کند.
با نشستن روی صندلی‌های غیر استاندارد بخش زیرین زانو با لبهٔ صندلی درگیر می‌شود و فرد برای آویزان نماندن پاها تلاش می‌کند نوک انگشتان را به زمین بزند کاری که رفت‌وآمد خون را با مشکل رویارو می‌کند.
هنگامی که فرد نمی‌تواند به سادگی تکیه کند به‌گونه‌ای می‌نشیند که احتمال درآوردن غوز بالا می‌رود.
زیرپایی با برداشتن فشار از روی ماهیچهٔ پاها و زدودن بی‌تحرکی‌شان از گرد آمدن خون در یک نقطه و نتیجتاً پیش آمدن واریس هم جلوگیری می‌کند.

## بن‌مایه
1. ↑  «آموزش طرز صحیح نشستن پشت رایانه + تصاویر». باشگاه خبرنگاران.
2. ↑  «تاثیر استفاده از زیرپایی حین کار با کامپیوتر». پایگاه خبری فناوری اطلاعات برسام. بایگانی‌شده از اصلی در ۲۷ آوریل ۲۰۱۵. دریافت‌شده در ۲۷ ژانویه ۲۰۱۵.